# Anastazy Walewski
Anastazy Walewski herbu Kolumna (ur. ok. 1733, zm. 18 stycznia 1815 w Walewicach) – polski szambelan królewski, rotmistrz chorągwi 1. Brygady Kawalerii Narodowej, starosta warecki w 1791 roku.
Był synem kasztelana łęczyckiego Józefa i Ludwiki. Żonaty z Magdaleną Tyzenhauz, Joanną z Pułaskich, siostrą Kazimierza Pułaskiego i Marią z Łączyńskich. Syn z drugiego małżeństwa: Ksawery Walewski, z trzeciego Aleksander Walewski (syn naturalny Napoleona I Bonaparte).
W 1764 roku był elektorem Stanisława Augusta Poniatowskiego z województwa łęczyckiego. Poseł na sejm 1766 roku z województwa łęczyckiego. Był posłem łęczyckim na sejm 1776 roku. Konsyliarz Rady Nieustającej w 1780 roku.
W 1780 roku został odznaczony Orderem Świętego Stanisława. Fundator pałacu w Walewicach.